# Louise Legras-de Marillac

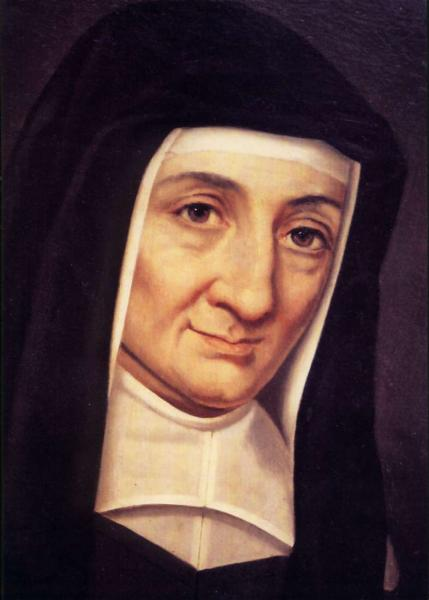
Louise Legras-de Marillac

Louise Legras-de Marillac (12 augustus 1591 – 15 maart 1660), ook wel Mademoiselle Legras genoemd, was medewerkster van Vincentius a Paulo. Zij waren geest- en zielsverwanten. Zo kwamen zij beiden op het idee een vereniging van vrouwen op te richten die zieken thuis maaltijden brachten en hen zo nodig verzorgden. In die tijd was een vereniging iets geheel nieuws. Je hoefde geen gelofte af te leggen, zoals dat gebeurde in een congregatie. De verzorgers werden geconfronteerd met besmetting en hadden het zeer druk. Het enthousiasme van veel dames die Vincent eerst hielpen werd al gauw minder. Vincent en Louise beseften dat voor de zorg die de zieken nodig hadden professionele en zorgzame mensen nodig waren. 
Louise wist in de provincie sterke jonge vrouwen te vinden die zich wilden wijden aan het verzorgen van armen en zieken. Louise richtte met Vincent samen een opleiding op. Met vijf vrouwen betrok ze in 1633 een huis in Parijs. De vooropleiding duurde twee maanden, daarna acht maanden theorie en vijf jaar praktijk.
Voor een vrouw was buitenshuis werken in die tijd iets ongekends, maar Louise en Vincent zagen kans om deze vrouwen op te leiden tot deskundige, zelfstandige werkende vrouwen. Er werden veel competenties verwacht van de vrouwen. Zo moesten zij een goede algemene ontwikkeling hebben. Louise vond kameraadschap, eerlijkheid en teamspirit van groot belang.
Het duurde niet lang of de vrouwen vroegen Vincent een orde te mogen vormen. Vincent voelde er weinig voor, omdat het werk geen strenge orderegels toeliet. Louise bleef aandringen en hij bedacht de volgende oplossing: hij vormde een orde waaraan de zusters zich telkens voor de duur van één jaar mochten verbinden. Elk jaar op 25 maart kon ieder zich opnieuw verbinden of, als men dat wilde, de orde verlaten. Dit werd de orde van de Soeurs de la Charité of Liefdezusters. Verschillende ziekenhuizen in de provincie vroegen om hulp van de 'zusters van Vincent', zoals ze ook wel werden genoemd. Louise maakte in zo'n geval voor de zusters een nauwkeurig arbeidscontract op. Hiermee waren zij hun tijd ver vooruit.
De orde van de Liefdezusters was zeer populair en heeft daardoor de Franse Revolutie, die zoveel orden deed verdwijnen, overleefd. Dat de Fransen tijdens de Krimoorlog een behoorlijke hospitaaldienst hadden, was te danken aan de zusters van Vincent en Louise. De liefdevolle en deskundige zorg die deze 'vrouwen met de witte kappen' toonden, vormden een bron van inspiratie voor niemand minder dan Florence Nightingale. Deze ervaringen zou Florence meenemen in haar Notes on Nursing.  
Het werk van Louise Legras en Vincent de Paul (beiden heilig verklaard) kenmerkte zich door grote aandacht voor de hulpbehoevende mens, organisatietalent, het vinden van financiële wegen, het inzicht dat opleiding nodig is.